# Linea 3 (metropolitana di Città del Messico)
La linea 3 della Metropolitana di Città del Messico è la più estesa del sistema, il suo colore caratteristico è il verde oliva, la linea passeggeri ha una lunghezza di 21.278 km mentre la sua lunghezza totale arriva a 23.609 km. Attraversa la città da Nord a Sud in quasi tutta la sua estensione, dalla stazione Indios Verdes alla Stazione Universidad, con un totale di 21 stazioni.
I viali sotto cui si estende sono Avenida de los Insurgentes, la via Zoltán Kodály, la Av. Balderas, Av. Cuauhtémoc, Av. Universidad, Av. Copilco e Delfín Madrigal.
Si incrocia con la Linea 6 nella stazione Deportivo 18 de Marzo, con la linea 5 nella stazione La Raza, con la Linea B nella stazione Guerrero, con la linea 2 nella stazione Hidalgo, con la Línea 1 nella stazione Balderas e con la Línea 9 nella stazione Centro Médico. La stazione Indios Verdes si allaccia con la linea 1 del Metrobus verso Dr. Galvez.
I treni che vi circolano sono degli NM-79 fabbricati in Messico nel 1979, e degli NM-83 fabbricati in Messico tra il 1983 e il 1991. La sua costruzione è completamente sotterranea a eccezione della stazione di Indios Verdes, Deportivo 18 de Marzo, Potrero e Universidad che sono in superficie.
La linea 3 venne inaugurata il 20 novembre 1970 da Tlatelolco a Hospital General; il 25 agosto 1978 da Tlatelolco a La Raza; il 1º dicembre 1979 da La Raza a Indios Verdes; il 7 giugno 1980 da Hospital General a Centro Medico; il 25 agosto 1980 da Centro Medico a Zapata e il 30 agosto 1983 da Zapata a Universidad.

## Stazioni
| Stazione                          | Apertura         | Delegazione               | Interscambio | Tipo di stazione         |
| --------------------------------- | ---------------- | ------------------------- | ------------ | ------------------------ |
| Indios Verdes                     | 1º dicembre 1979 | Gustavo A. Madero         | -            | Di superficie, terminale |
| Deportivo 18 de Marzo             | 1º dicembre 1979 | Gustavo A. Madero         |              | Di superficie, passante  |
| Potrero                           | 1º dicembre 1979 | Gustavo A. Madero         | -            | Di superficie, passante  |
| La Raza                           | 25 agosto 1978   | Gustavo A. Madero         |              | Sotterranea, passante    |
| Tlatelolco                        | 20 novembre 1970 | Cuauhtémoc                | -            | Sotterranea, passante    |
| Guerrero                          | 20 novembre 1970 | Cuauhtémoc                |              | Sotterranea, passante    |
| Hidalgo                           | 20 novembre 1970 | Cuauhtémoc                |              | Sotterranea, passante    |
| Juárez                            | 20 novembre 1970 | Cuauhtémoc                | -            | Sotterranea, passante    |
| Balderas                          | 20 novembre 1970 | Cuauhtémoc                |              | Sotterranea, passante    |
| Niños Héroes                      | 20 novembre 1970 | Cuauhtémoc                | -            | Sotterranea, passante    |
| Hospital General                  | 20 novembre 1970 | Cuauhtémoc                | -            | Sotterranea, passante    |
| Centro Médico                     | 7 giugno 1980    | Cuauhtémoc                |              | Sotterranea, passante    |
| Etiopía-Plaza de la Transparencia | 25 agosto 1980   | Benito Juárez             | -            | Sotterranea, passante    |
| Eugenia                           | 25 agosto 1980   | Benito Juárez             | -            | Sotterranea, passante    |
| División del Norte                | 25 agosto 1980   | Benito Juárez             | -            | Sotterranea, passante    |
| Zapata                            | 25 agosto 1980   | Benito Juárez             |              | Sotterranea, passante    |
| Coyoacán                          | 30 agosto 1983   | Benito Juárez             | -            | Sotterranea, passante    |
| Viveros-Derechos Humanos          | 30 agosto 1983   | Álvaro Obregón            | -            | Sotterranea, passante    |
| Miguel Ángel de Quevedo           | 30 agosto 1983   | Álvaro Obregón e Coyoacán | -            | Sotterranea, passante    |
| Copilco                           | 30 agosto 1983   | Coyoacán                  | -            | Sotterranea, passante    |
| Universidad                       | 30 agosto 1983   | Coyoacán                  | -            | Di superficie, terminale |